# آرنوس غروف (محطة مترو أنفاق لندن)

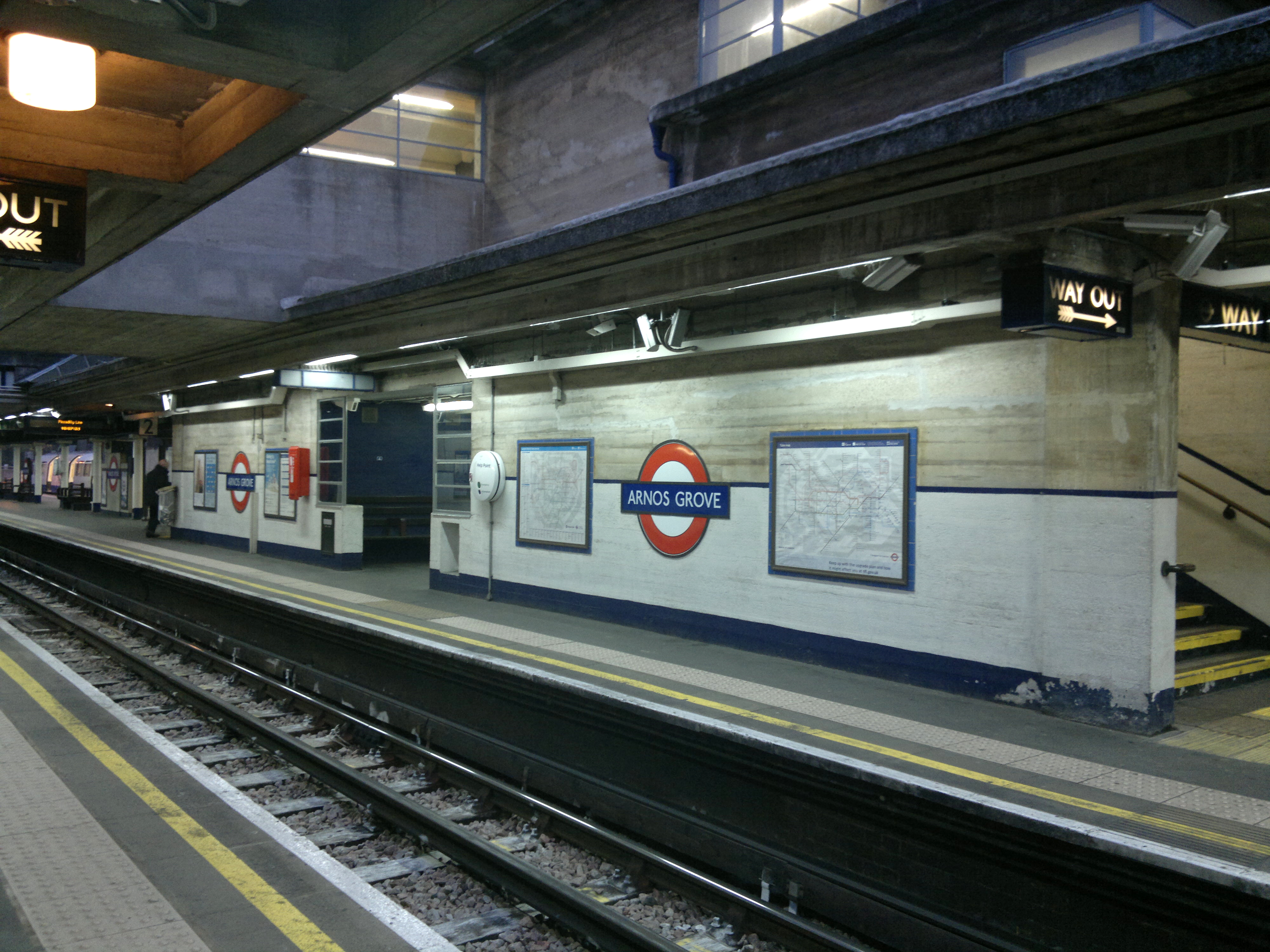
محطة قطار الأنفاق آرنوس غروف عام 2012

آرنوس غروف (بالإنجليزية: Arnos Grove)‏ هي إحدى محطات مترو أنفاق لندن. تقع على خط بيكاديلي أفتتحت في المنطقة (Zone) رقم 4 أفتتحت في 19 سبتمبر 1932.